# Veckatimest
Veckatimest är Grizzly Bears tredje studioalbum. Albumet är namngivet efter en ö i Massachusetts.
Två singlar blev släppta från albumet, "Two Weeks" och "While You Wait for the Others". Officiella videor blev släppta till "Two Weeks", "While You Wait for the Others" och "Ready, Able".

## Skriv- och inspelningsprocessen
Inspelningen av skivan började sommaren 2008.
Många av låtarna blev framförda live under 2008. 21 april 2008 spelade de "While You Wait for the Others" på Late Night with Conan O'Brien och 23 juli spelade de "Two Weeks" på Late Show with David Letterman.

## Mottagande
Albumet fick mycket bra recensioner, med 85 poäng på Metacritic.

## Låtlista
Alla låtar är skrivna och framförda av Christopher Bear, Edward Droste, Daniel Rossen, Chris Taylor, förutom där annat anges.
1. Southern Point - 5:00
2. Two Weeks - 4:03
3. All We Ask - 5:20
4. Cheerleader - 4:52
5. Dory - 4:25
6. Ready, Able - 4:17
7. About Face - 3:21
8. Hold Still - 2:23
9. While You Wait for the Others  - 4:29
10. I Live with You  - 4:58
11. Foreground  - 4:58

## Medverkande

### Bandet
- Christopher Bear – trummor, sång
- Edward Droste – sång, gitarr, keyboard
- Daniel Rossen – sång, gitarr, keyboard
- Chris Taylor – bas, sång

### Kompletterande musiker
- Victoria Legrand från Beach House - bakgrundssång på "Two Weeks"
- Brooklyn Youth Choir - bakgrundssång på "Cheerleader", "I Live With You", "Foreground"
- Acme String Quartet
- Nico Muhly